# Colin White
Colin White (ur. 12 grudnia 1977 w New Glasgow w prowincji Nowa Szkocja) – kanadyjski hokeista.
Do 2012 grał w klubie NHL San Jose Sharks. Na początku 2013 był bez klubu.

## Kariera klubowa
- Laval Titan (1994-1995)
- Olympiques Gatineau (1995-1997)
- Albany River Rats (1997-2000)
- New Jersey Devils (2000-2011)
- San Jose Sharks (2011-2012)

## Sukcesy
Klubowe
- Coupe du Président: 1997 z Olympiques Gatineau
- Memorial Cup: 1997 z Olympiques Gatineau
- Trophée Jean Rougeau: 1997 z Olympiques Gatineau
- Mistrzostwo dywizji AHL: 1998 z Albany River Rats
- Mistrzostwo dywizji: 2001, 2003, 2006, 2007, 2009, 2010 z New Jersey Devils
- Mistrzostwo konferencji: 2000, 2001, 2003 z New Jersey Devils
- Prince of Wales Trophy: 2000, 2001, 2003 z New Jersey Devils
- Puchar Stanleya:2000, 2003 z New Jersey Devils
- Puchar Stanleya 2000 i 2003

Indywidualne
- Sezon QMJHL 1995/1996:
  - Skład gwiazd pierwszoroczniaków
- Sezon NHL (2000/2001):
  - NHL All-Rookie Team